# Leucospermum hypophyllocarpodendron
Leucospermum hypophyllocarpodendron är en tvåhjärtbladig växtart. Leucospermum hypophyllocarpodendron ingår i släktet Leucospermum och familjen Proteaceae.

## Underarter
Arten delas in i följande underarter:
- L. h. canaliculatum
- L. h. hypophyllocarpodendron